# Union (SQL)
В языке SQL операция UNION применяется для объединения двух наборов строк, возвращаемых SQL-запросами. Оба запроса должны возвращать одинаковое число столбцов, и столбцы с одинаковым порядковым номером должны иметь совместимые типы данных. Результат получает структуру (названия и типы столбцов) первого (левого) запроса, то есть операция не является симметричной.
При объединении нескольких запросов подряд результат последовательно вычисляется слева направо.
Данный оператор был описан в первом стандарте SQL — SQL/89.

## Синтаксис
Оператор указывается между запросами. В упрощенном виде это выглядит следующим образом:
```
<
запрос
1
>

UNION
 
[
ALL
]

<
запрос
2
>

UNION
 
[
ALL
]

<
запрос
3
>

 
.....;

```

По умолчанию любые дублирующие записи автоматически скрываются, если не использовано выражение UNION ALL.
Необходимо отметить, что UNION сам по себе не гарантирует порядок строк. Строки из второго запроса могут оказаться в начале, в конце или вообще перемешаться со строками из первого запроса. В случаях, когда требуется определенный порядок, необходимо использовать выражение ORDER BY.

## Правила использования
Существуют два основных правила, регламентирующие порядок использования оператора UNION:
- число и порядок извлекаемых столбцов должны совпадать во всех объединяемых запросах;
- типы данных в соответствующих столбцах должны быть совместимы.

Типы данных столбцов, данные из которых извлекаются в объединяемых запросах, не обязательно должны полностью совпадать, однако должны быть совместимыми путём неявного преобразования. Если типы данных различаются, то получившийся тип данных определяется на основе правил очередности типов данных (для конкретной СУБД). Если типы совпадают, но различаются в точности, масштабе или длине, результат определяется на основе правил, используемых для объединения выражений (для конкретной СУБД). Типы не определенные ANSI, такие как DATA и BINARY, обычно должны совпадать с другими столбцами такого же нестандартного типа.
В Microsoft SQL Server столбцы с типом данных XML должны быть эквивалентными. Все столбцы должны либо иметь тип, определенный в XML-схеме, либо быть нетипизированными. Типизированные столбцы должны относиться к одной и той же коллекции XML-схем.
Ещё одно ограничение на совместимость — это запрет пустых значений (NULL) в любом столбце объединения, причем эти значения необходимо запретить и для всех соответствующих столбцов в других запросах объединения, поскольку пустые значения (NULL) запрещены с ограничением NOT NULL. Кроме того, нельзя использовать UNION в подзапросах, а также нельзя использовать агрегатные функции в предложении SELECT запроса в объединении (однако большинство СУБД пренебрегают этими ограничениями).

## Применение
UNION может быть весьма полезным в приложениях для хранения данных, где таблицы редко бывают абсолютно нормализированы. Простой пример: в базе есть таблицы sales2005 и sales2006, обладающие идентичной структурой, но разделены ради повышения производительности. Запрос со словом UNION позволяет объединить результаты из обеих таблиц.
Также стоит отметить, что UNION ALL работает быстрее, чем просто UNION, поскольку по умолчанию при использовании оператора UNION дополнительно проводится устранение дубликатов, а при использовании UNION ALL — нет.

## Примеры

### Использование UNION при выборке из двух таблиц
Даны две таблицы:
| person  | amount |
| ------- | ------ |
| Иван    | 1000   |
| Алексей | 2000   |
| Сергей  | 5000   |

| person  | amount |
| ------- | ------ |
| Иван    | 2000   |
| Алексей | 2000   |
| Петр    | 35000  |

При выполнении следующего запроса:
```
(
SELECT
 
*
 
FROM
 
sales2005
)

UNION

(
SELECT
 
*
 
FROM
 
sales2006
);

```

получается результирующий набор, однако порядок строк может произвольно меняться, поскольку ключевое выражение ORDER BY не было использовано:
| person  | amount |
| ------- | ------ |
| Иван    | 1000   |
| Алексей | 2000   |
| Иван    | 2000   |
| Сергей  | 5000   |
| Петр    | 35000  |

В результате отобразятся две строки с Иваном, так как эти строки различаются значениями в столбцах. Но при этом в результате присутствует лишь одна строка с Алексеем, поскольку значения в столбцах полностью совпадают.

### Использование UNION ALL при выборке из двух таблиц
Применение UNION ALL дает другой результат, так как дубликаты не скрываются. Выполнение запроса:
```
(
SELECT
 
*
 
FROM
 
sales2005
)

UNION
 
ALL

(
SELECT
 
*
 
FROM
 
sales2006
);

```

даст следующий результат, выводимый без упорядочивания ввиду отсутствия выражения ORDER BY:
| person  | amount |
| ------- | ------ |
| Иван    | 1000   |
| Иван    | 2000   |
| Алексей | 2000   |
| Алексей | 2000   |
| Сергей  | 5000   |
| Петр    | 35000  |

### Использование UNION при выборке из одной таблицы
Аналогичным образом можно объединять два разных запроса из одной и той же таблицы (хотя вместо этого, как правило, необходимые параметры комбинируют в одном запросе при помощи ключевых слов AND и OR в условии WHERE):
```
(
SELECT
 
person
,
 
amount
 
FROM
 
sales2005
 
WHERE
 
amount
=
1000
)

UNION

(
SELECT
 
person
,
 
amount
 
FROM
 
sales2005
 
WHERE
 
person
 
like
 
'Сергей'
);

```

В результате получится:
| person | amount |
| ------ | ------ |
| Иван   | 1000   |
| Сергей | 5000   |

### Использование UNION как внешнее объединение
При помощи UNION можно создавать также полные внешние объединения (иногда используется в случае отсутствия встроенной прямой поддержки внешних объединений):
```
(
SELECT
 
*

FROM
   
employee
 

       
LEFT
 
JOIN
 
department
 

          
ON
 
employee
.
DepartmentID
 
=
 
department
.
DepartmentID
)

UNION

(
SELECT
 
*

FROM
   
employee

       
RIGHT
 
JOIN
 
department

          
ON
 
employee
.
DepartmentID
 
=
 
department
.
DepartmentID
);

```

Но при этом необходимо помнить, что это все же не одно и то же, что и оператор JOIN.